# Elpinikos-Maler

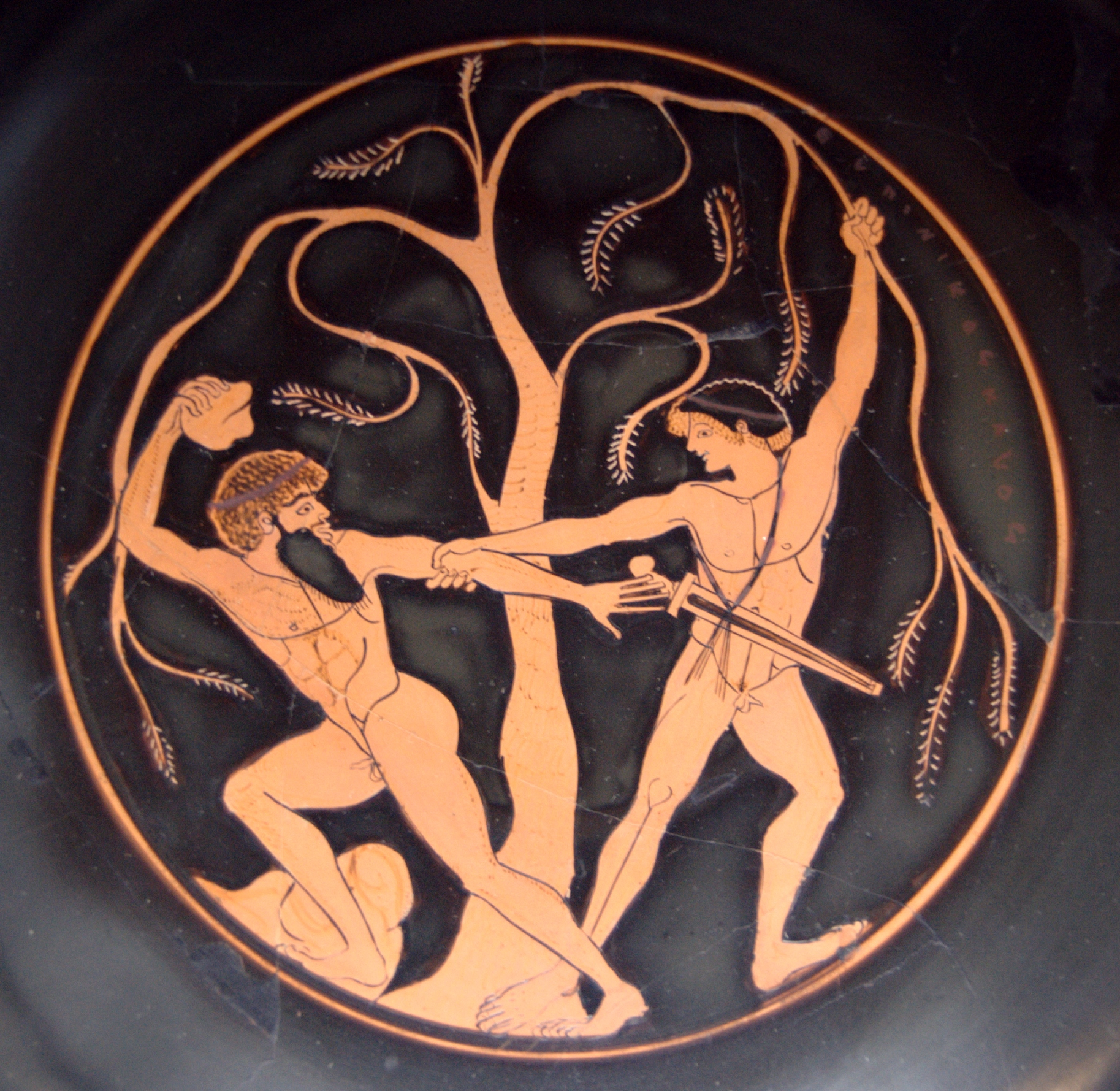
Theseus besiegt Sinis, Beischrift: Elpinikios kalos, Elpinikios ist schön; Staatliche Antikensammlungen

Der Elpinikos-Maler war ein griechischer Vasenmaler, der gegen Ende des 6. Jahrhunderts v. Chr. in Athen tätig war.
Der Elpinikos-Maler gehörte zu den relativ frühen rotfigurigen Schalenmalern. Seine Schaffenszeit wird etwa in das letzte Jahrzehnt des 6. Jahrhunderts v. Chr. angesetzt. Er gilt als zweitrangiger Vasenmaler. Sein Name ist nicht überliefert, weshalb ihn John D. Beazley, der seine künstlerische Handschrift innerhalb des großen überlieferten Korpus antiker bemalter Keramik erkannt und definiert hat, mit einem Notnamen unterscheidbar gemacht hat. Diesen erhielt er nach seiner Vorliebe für den mehrfach auf seinen Vasen verwendeten Lieblingsnamen Elpinikos. Seine Tondi (Innenbilder) sind oft eher ungewöhnlich. So zeichnet er auf einem Tondo einen Baum (eine Fichte), zu dessen rechter Seite Theseus und links Sinis stehen. Theseus zieht den berüchtigten Straßenräuber und Mörder zu sich, um ihm denselben Tod angedeihen zu lassen, wie dieser seinen Opfern, indem er ihn von den hochschnellenden Ästen des Baumes zerreißen lässt. Auf einem anderen Innenbild zeigt er einen Profilkopf des Mondes auf einer tongrundigen Scheibe.
Dyfri Williams hält eine Identifizierung mit Apollodoros, dessen Werke ähnliche Charakteristika bei seinen Figuren aufweisen, für geboten. Auch John Boardman hält diese Identifizierung für zumindest möglich. Ebenso plädieren die Kuratoren des J. Paul Getty Museums für eine Identität der beiden Malerpersönlichkeiten aufgrund einer Schale in ihrer Sammlung, die die künstlerische Handschrift des Apollodors trägt, zugleich aber auch die Lieblingsinschrift Elpinikos. Wenn diese Identifizierung nicht zutrifft, bleibt dennoch eine starke Ähnlichkeit mit den Werken des Apollodoros sowie mit denen des Kleomelos-Malers und des Epidromos-Malers, die Williams ebenfalls mit Apollodoros identifizieren möchte.